# خوسيه توريس (طبال)
خوسيه توريس هو طبال كوبي، ولد في 19 سبتمبر 1958 في هافانا في كوبا.